# Addlestone
Addlestone è una cittadina di 13 745 abitanti della contea del Surrey, in Inghilterra.